# Afterfall: Insanity
Afterfall: Insanity (з англ. insanity — божевілля) — польська відеогра жанру шутер від третьої особи/Survival horror, розроблена Intoxikate Studios та видана Nicolas Games. Анонсована у 2011 р та видана для Microsoft Windows, Cloud (OnLive) наприкінці року.

## Ігровий процес
Гравець керує головним персонажем, Альбертом Токаєм, який для просування сюжетом повинен вирішувати головоломки і боротися з ворогами. Доступна як вогнепальна зброя, так і холодна, як сокира. Крім того гравець може взяти багато предметів оточення і використовувати їх як зброю. 
Із собою можна носити три типи зброї (основна, особиста і холодна) та один тип холодної, який викидається при зміні типу зброї. 
На екрані немає звичного для шутерів інтерфейсу, крім підказок і показника боєзапасу вогнепальної зброї (якщо вона в цей час доступна). 
Здоров'я персонажа з часом відновлюється.
В певних моментах відбуваються QTE (Quick time events), коли від гравця вимагається вчасне натискання відповідних кнопок щоб, наприклад, встигнути здійснити дію та уникнути загибелі.

### КПК
Важливою складовою ігрового процесу є КПК, закріплений на правій руці персонажа. Він містить інформацію про зброю, персонажів, ворогів, документи, список завдань та аудіозаписи, які містять роздуми Альберта (за час гри буде створено 10 записів). У КПК також вбудовані програма відкривання замків (необхідно відгадати комбінацію кнопок), Стресометр, який показує емоційний стан героя, і радар, який вказує потрібний напрямок.

## Сюжет
Події гри засновані на альтернативному варіанті історії: Друга світова війна не завершилась у 1945 р., а переросла у Третю світову. В 2011 Німеччина розробила надпотужну атомну бомбу. При транспортуванні на випробувальний полігон бомба вибухнула, спровокувавши інші країни завдати удар у відповідь. Але завдяки секретному польському проекту Afterfall деякі люди змогли сховатись у протиатомних сховищах. Вцілілі, живучи в сховищах, зіткнулися з проблемою порушення психічного здоров'я у замкнутому просторі. В 2032 році, на час дії гри, через це дуже затребуваною стала професія психоаналітика. Головний герой, доктор Альберт Токай, спочатку виступає саме психоаналітиком. Однак, коли його посилають оглянути нижній рівень сховища, там виявляються божевільні, котрі нападають на все що рухається.

## Вороги
Божевільний — порівняно слабкий ворог, житель сховища, заражений вірусом. Зазвичай нападають по 2-3 особи. Озброєні двома зразками холодної зброї, які після смерті божевільного можна брати собі.
Республіканський гвардієць — солдат і охоронець сховища. У першому рівні озброєні телескопічними палицям, далі — різною вогнепальною зброєю (як правило, пістолетом чи дробовиком, рідше — автоматом чи револьвером). Середній ворог, досить небезпечний у групах чи при недостатній кількості боєприпасів.
Гусар — елітний солдат у важкій броні з декоративними крилами, більш живучий, ніж гвардієць. Зустрічаються лише у гідропонному саді та на адміністративному рівні, озброєні автоматами, рідше — пістолетами.
Дикун — житель підземного міста, який ненавидить жителів сховища. Озброєний, як і божевільний, двома зразками холодної зброї, деякі — кишеньковими пістолетами. Зустрічаються лише у п'ятому рівні.
Каннібал — божевільний житель підземного міста, зустрічається лише у шостому та сьомому рівнях. Озброєний так, як і дикун, деякі використовують обрізи або пістолет-кулемети. Як і дикун чи божевільний, не становить великої загрози, але досить небезпечний у великих кількостях.
Химера — товстий мутант, зустрічається у підземному місті та на поверхні, один раз — у сховищі. Досить живучий і сильний, атакує голими руками, має імунітет до згубної дії сонячного світла. Окрім Альберта, нападає також і на каннібалів. У характаристиці, які міститься на КПК, токай припускає, що колись химери були людьми.
Солдат-мутант — заражений вірусом гвардієць, озброєний електрошокером, який вмикає ударом об землю. Досить швидкий, має середню силу та живучість. Зустрічається лише у сховищі. Після змерті можна підібрати електрошокер, але використовувати його лише як палицю. Нападає на здорових солдатів.
Гусар-мутант — досить живучий, але повільний заражений гусар. Атакує ударами рук, деколи стрибками. Зустрічається у сховищі та у будівлі підземного міста перед виходом на поверхню. Напдає на здорових солдатів.
Привид — невідома аномалія на поверхні, зазвичай з'являється при контакті із сонячним світлом. Дуже швидкий, але слабкий і помирає від однієї кулі.
Прах — аномалія з поверхні, обпечений труп, який нападає при наближенні. Слабкий, але перед смертю вибухає (діє на інші трупи). Опис на КПК аналогічний Привиду — «Я не можу дати раціонального пояснення побаченому».
Ядерне літо — згідно гіпотези, описаної в одному з документів, після вибуху ядерної бомби озоновий шар випарувався і ультрафіолетові промені спалили все живе на поверхні. Відповідно, при контакті з прямим сонячним світлом Альберт отримує ушкодження — необхідно постійно перебувати в тіні. Також на світлі з'являються привиди.

## Оцінки і відгуки
| Агрегатор    | Оцінка |
| ------------ | ------ |
| GameRankings | 48.67% |
| Metacritic   | 50/100 |

| Видання   | Оцінка |
| --------- | ------ |
| Eurogamer | 5/10   |
| GameSpot  | 6/10   |
| IGN       | 4.5/10 |

Afterfall: InSanity отримала в більшості посередні оцінки. Гра зібрала оцінку в 50/100 на агрегаторі Metacritic і 48,67% на GameRankings.
GameSpot відзначили гру за деталізацію оточення, історію, головоломки і QTE, але критикувала за нудний ближній бій, вступ, та непереконливе озвучування. IGN назвали гру «нудною» за ігровий процес та звук, проте похвалили графіку.